# Flugplatz Mendig

i7
i11
i13

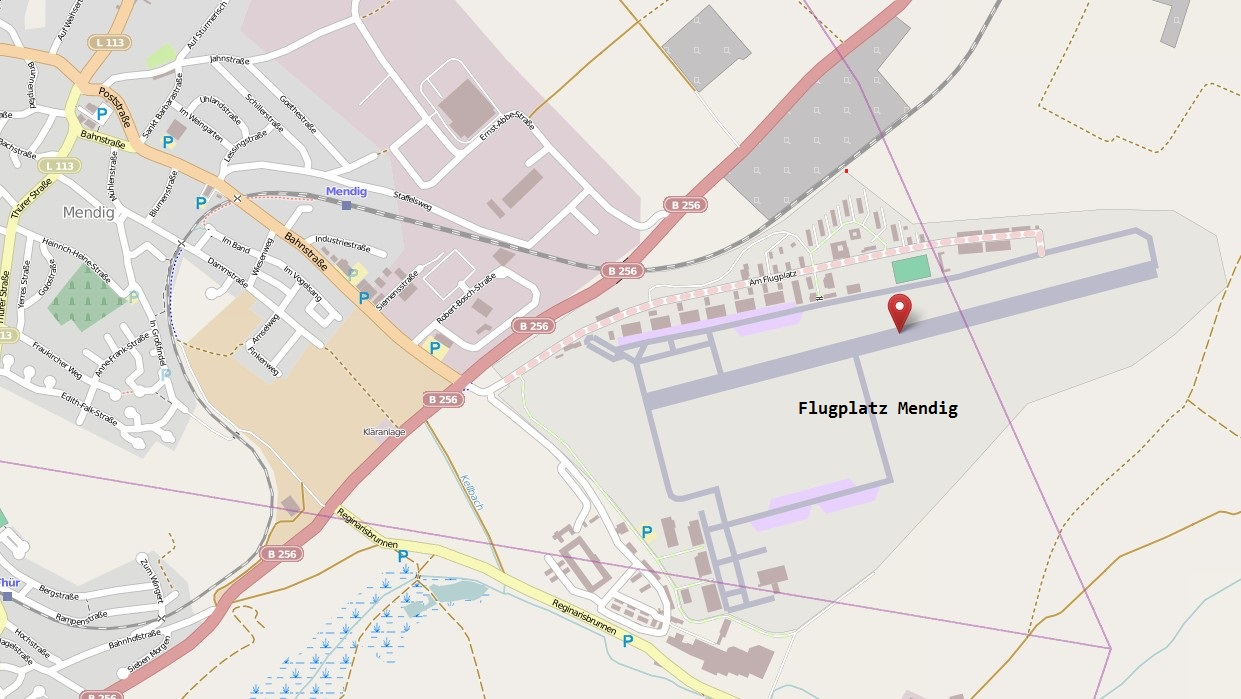
Karte des Flugplatzgeländes

Der Flugplatz Mendig (bis 2007 Heeresflugplatz Mendig, ICAO-Code: EDRE) befindet sich in unmittelbarer Nähe der Stadt Mendig in Rheinland-Pfalz. Er liegt zum größten Teil in der Gemarkung Mendig sowie in Thür und Kruft. 1914 errichteten Truppen des Deutschen Kaiserreichs hier zunächst einen Flugplatz, um die nach dem Ausbruch des Ersten Weltkrieges vorrückenden Verbände an der Westfront zu unterstützen. Mit der Remilitarisierung des Rheinlandes durch die Nationalsozialisten wurde 1939 ein Fliegerhorst errichtet. Nach seiner Nutzung im Zweiten Weltkrieg durch die Wehrmacht übernahm ihn die französische Armee bis zur Übergabe an die Bundeswehr 1957, die auf dem Flugplatz Heeresflieger stationierte. Bis zu 1300 Soldaten und 200 zivile Mitarbeiter waren hier beschäftigt. Mitte 2008 endete die militärische Nutzung des Flugplatzes, der seitdem als Sonderlandeplatz klassifiziert ist.

## Geschichte

### Erster und Zweiter Weltkrieg
Im August 1914 wurde auf dem sogenannten Bocksfeld südlich von Mendig ein militärischer Feldflugplatz eingerichtet. Er diente kurzfristig dem Etappenflugzeugpark 3 der 3. Armee, der sich für Logistik und Nachschub der Feldfliegerabteilungen 23, 24 und 29 verantwortlich zeichnete.
Nach der Remilitarisierung des Rheinlandes begannen 1938 die Planungen zur Errichtung eines Fliegerhorstes für die Luftwaffe. Es entstanden jedoch im Zuge der ab Kriegsbeginn durchgeführten Bauarbeiten nur behelfsmäßige Unterkünfte sowie eine Rasenstart- und -landebahn. Im September 1939 verlegte ein Fernaufklärungsverband mit Do-17P-Aufklärungsflugzeugen zum Standort. Als Fronttruppenteile kamen zum Einsatz:
- I. / Zerstörergeschwader 26 (9. Mai – 18. Mai 1940)
- Stab / Fernaufklärungsgruppe 123 (4. September – 25. September 1944)
- 4./Fernaufklärungsgruppe 123 (4. September – 25. September 1944)

Am 9. März 1945 besetzten amerikanische Truppen den Flugplatz. Die United States Army Air Forces (USAAF) nutzten Airfield Y-62, so seine alliierte Codebezeichnung, vom 17. März 1945 bis zum 11. Mai 1945. Im April war hier die 36th Fighter Group der 9th Air Force stationiert, welche die P-47 flog.
Die USAAF übergab den Fliegerhorst am 13. Juli 1945 an die französischen Besatzungstruppen. Einheiten der Armee l’Air waren hier jedoch nur kurze Zeit stationiert. Der Standort wurde hauptsächlich von einer Transporteinheit des französischen Heeres genutzt, für die in den Jahren 1946 bis 1948 Gebäude um das sogenannte Alte Fort errichtet wurden. Am 7. Januar 1957 wurde die Base aérienne 137 Coblence-Niedermendig von den französischen Streitkräften an die neu gebildete Heeresfliegertruppe der Bundeswehr übergeben.

### Nutzung durch die Bundeswehr
Die erste Phase der Nutzung des Fliegerhorstes durch die Bundeswehr von 1957 bis etwa 1969 diente dem Aufbau von Heeresfliegerverbänden und der Schaffung einer verbesserten Flugplatz- und Kaserneninfrastruktur. Gekennzeichnet war diese Periode durch die Einnahme der Heeresstruktur I (bis Anfang 1959) und II (1959 bis 1970), die zur Stationierung der Heeresflieger hauptsächlich des III. Korps in Mendig führte.
Mit der Übernahme des Flugplatzes durch die Bundeswehr am 7. Januar 1957 wurde auch das Flugplatzkommando (Heer) 841 geschaffen, das am 1. Juli 1957 in Flugplatzkommando (Heer) 843 umbenannt wurde. Die Heeresflugplatzkommandantur 301 wurde 1973 gebildet und verblieb bis 1994 am Fliegerhorst Mendig.
Vom 7. Januar bis zum 1. August 1957 war die Standortverwaltung Andernach mit ihrer Außenstelle Niedermendig provisorisch auf dem Flugplatz untergebracht, bevor sie ein Dienstgebäude in Mendig bezog.
Am 15. März 1957 schlug die Geburtsstunde des Heeresfliegerkommando 801 am Standort. 1959 wurde es in die Rhein-Kaserne nach Koblenz verlegt und im selben Jahr in Korpsheeresfliegerkommando 3 umbenannt. In der Rhein-Kaserne verblieb dieser Korpstruppenteil bis zu seiner Umgliederung in das Heeresfliegerkommando 3 am 1. April 1971. Dieses Kommando wurde in der Gunther-Plüschow-Kaserne in Mendig stationiert. Am 1. April 1994 erfolgte die Umbenennung in Heeresfliegerbrigade 3, die bis zum 31. Dezember 2007 bestand. In den 1980er-Jahren bestand zudem für die Einheit eine Mobilmachungsvorbereitungsgruppe am Standort.
Am 18. April 1957 leisteten die ersten Soldaten im Innenhof des „Alten Forts“ den Fahneneid.
1957 wurde die Heeresfliegerversorgungs- und Ersatzkompanie 1 auf dem Heeresflugplatz aufgestellt, jedoch im gleichen Jahr wieder aufgelöst. Am 1. Juni 1957 erfolgte die Bildung der Heeresfliegerversorgungs- und Ersatzstaffel 834. Diese Einheit wurde am 1. November 1957 in die Heeresfliegerinstandsetzungskompanie 835 umbenannt. Am 2. Mai 1958 verlegte dieser Verband nach Bückeburg auf den dortigen Fliegerhorst, der späteren Schäfer-Kaserne. Die Heeresfliegerinstandsetzungskompanie 835 bestand dort bis 1961.
Die Heeresfliegerlehrversuchsgruppe entstand 1957 als erste Ausbildungseinheit für Heeresflieger am Standort Mendig.
Am 1. Juli 1957 folgte die Aufstellung der Heeresfliegerstaffel 811 auf dem Heeresflugplatz Mendig. Hierfür waren im April 1957 bereits sechs Maschinen Bell 47 G-2 übergeben worden. Dieser Verband wurde am 16. März 1959 in Heeresfliegerlehrstaffel 51 umbenannt sowie am 12. und 13. Januar 1960 nach Bückeburg in die Schäfer-Kaserne verlegt. Dort bestand diese Staffel noch bis zum 1. April 1966.
1958 wurde sodann die Bildung der Heeresfliegerinstandsetzungskompanie 307 auf dem Heeresflugplatz Mendig vorgenommen. Diese Einheit wurde am 2. Mai 1963 in Heeresfliegerinstandsetzungsstaffel 307 umbenannt und ging am 1. April 1971 im mittleren Heeresfliegertransportregiment 35 auf.
Ebenfalls 1958 wurde die Heeresfliegertransportstaffel 827 aufgestellt, die am 1. Juli 1959 in Heeresfliegertransportstaffel 303 umbenannt wurde. Am 1. November 1962 ging diese Einheit im neuen Heeresfliegerbataillon 300 auf.
Des Weiteren entstand im Fliegerhorst 1958 die Heeresfliegerstaffel 301, die am 1. November 1962 jedoch in das neue Heeresfliegerbataillon 300 eingegliedert wurde. Zum 1. April 1971 wurde die Staffel wieder selbständig, bevor sie schließlich am 1. Oktober 1979 als Stabsstaffel in das Heeresfliegerkommando 3 des III. Korps eingegliedert wurde.
Am 1. Juli 1959 entstand die Heeresfliegerwaffenschule am Fliegerhorst. Allerdings wurde diese Einrichtung bereits am 12. und 13. Januar 1960 nach Bückeburg in die Schäfer-Kaserne verlegt, wo sie bis zum 31. Dezember 2015 fortbestand.
1960 erhielt die dem Fliegerhorst zugeordnete Kaserne den Namen des im Ersten Weltkrieg eingesetzten Marinefliegers Gunther Plüschow.
Am 1. November 1962 wurde aus verschiedenen Einheiten das Heeresfliegerbataillon 300 des III. Korps gebildet. Zum 1. April 1971 wurde das Bataillon in das mittlere Heeresfliegertransportregiment 35 des III. Korps umgegliedert. Dieses Regiment wurde zum 1. Oktober 1979 in das Heeresfliegerregiment 35 umbenannt und umstrukturiert. Es bestand noch bis zum 30. Juni 2004.
1963 fiel die Entscheidung zum Neubau von Kasernengebäuden, da die Sanierung der alten Unterkünfte als unwirtschaftlich eingeschätzt wurde.
Am 1. Dezember 1964 wurde das Verteidigungskreiskommando 411 als Geräteeinheit geschaffen, das bis zur Auflösung am 28. Februar 1995 hier verblieb.
1966 wurde Richtfest für die neuen Kasernengebäude gefeiert und 1968 die Einrichtungen fertiggestellt.
Das am 1. Oktober 1969 in der Georg-Friedrich-Kaserne in Fritzlar aufgestellte Heeresfliegerbataillon 5 der 5. Panzerdivision wurde am 24. November 1969 nach Mendig auf den Fliegerhorst verlegt. Am 1. April 1971 wurde aus ihm die Heeresfliegerstaffel 5 der 5. Panzerdivision gebildet. Die Staffel verblieb bis zu ihrer Auflösung am 31. März 1994 am Standort.
Die zweite Phase der Nutzung des Standortes durch die Bundeswehr war geprägt durch die Einführung der Heeresstruktur III und IV zwischen 1970 und dem Fall der Mauer 1989. In dieser Zeit wurde der Aufbau der Bundeswehr abgeschlossen.

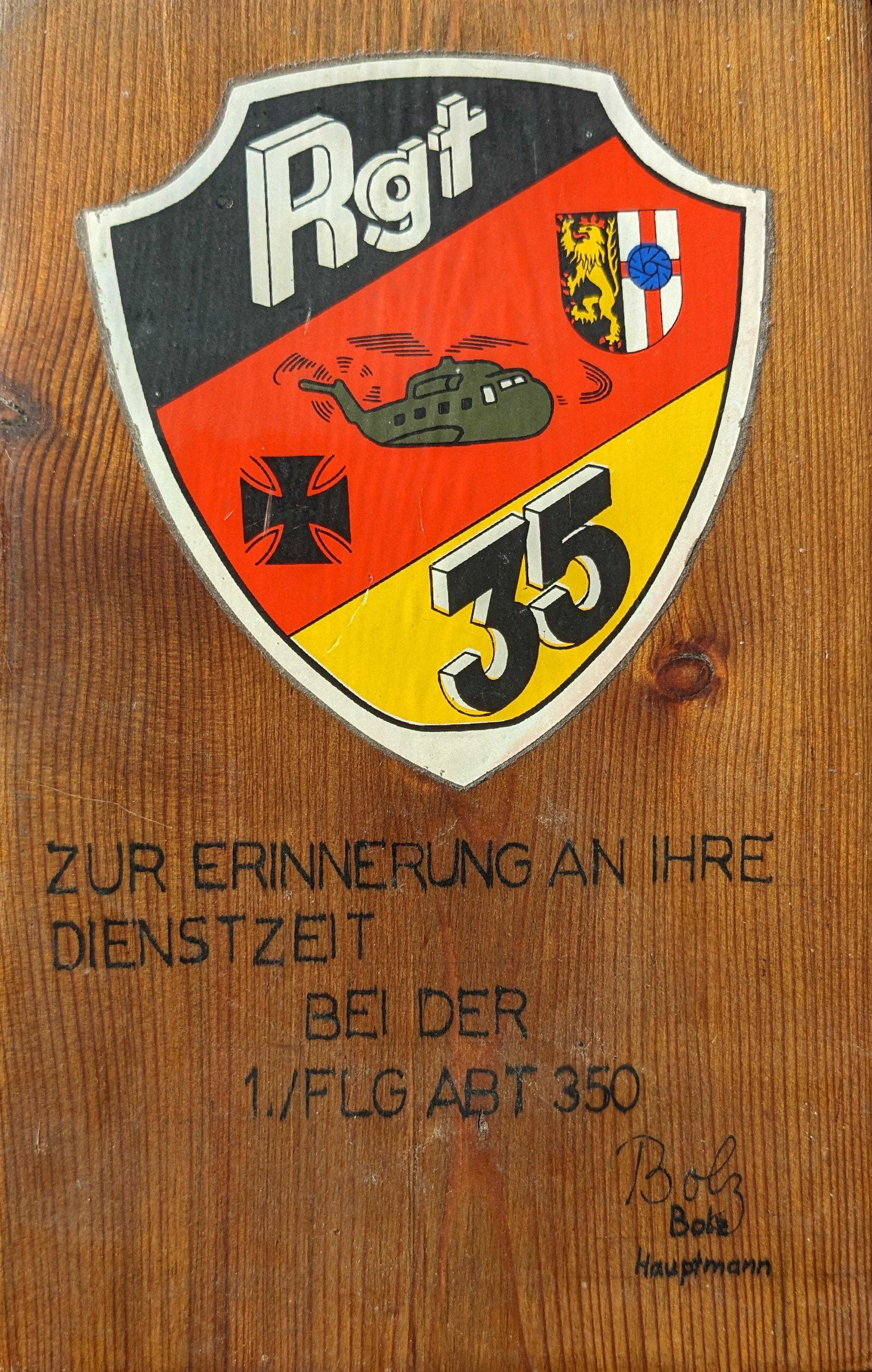
Regimentswappen der Fliegenden Abteilung 350 in Mendig

Am 1. April 1971 wurde die Fliegende Abteilung 350 gebildet, die bis mindestens 1978 am Standort verblieb. Ihr folgte später die Fliegende Abteilung 351 nach, die bis zum 30. Juni 2004 in Mendig stationiert war.
Ebenfalls am 1. April 1971 entstand die Flugzeugtechnische Abteilung 360 und verblieb bis mindestens 1976 am Standort.
Schließlich wurde am 1. April 1971 die Luftfahrzeugtechnische Abteilung 352 geschaffen, die bis 30. Juni 2004 im Dienst war.
Die Geophysikalische Beratungsstelle 301 nahm am 1. Oktober 1975 ihre Arbeit auf und bestand bis zum 30. Juni 2004.
Am 1. Oktober 1976 wurde die Heeresflugplatzfeuerwehr 301 eingerichtet, die bis 31. Mai 2007 im Dienst war.
Ab 1. April 1978 war als Dienstposten der Feldwebel für Reservisten 411 des Verteidigungskreiskommando 411 am Standort eingerichtet, der zum 31. Januar 1995 wegfiel.
In den 1980er-Jahren bestand am Fliegerhorst zudem die Heeresfliegerstaffel 300 als Geräteeinheit und die Heeresfliegerversorgungsstaffel 355. Zur gleichen Zeit bestanden im Mobilmachungsstützpunkt der Kaserne die Heimatschutzkompanien 4111, 4112 und 4113 als Geräteeinheiten, die dem Verteidigungskreiskommando (VKK) 411 zugeordnet waren. Ebenfalls in den 1980er-Jahren waren hier die Sicherungszüge 7411 und 8413 als Geräteeinheiten stationiert. Schließlich existierten in den 1980er-Jahren die Geophysikalischen Gruppen 5, 300 und 335 als Geräteeinheiten.
Für die Ausbildung am Transporthubschrauber Sikorsky CH 53 war in den 1980er-Jahren ein Flugsimulator eingesetzt, für den eine Ausbildungsgruppe geschaffen war.
Vom 1. Juli 1980 bis zum 31. Juli 1995 war das Wehrleit- und Ersatzbataillon 865 als Geräteeinheit errichtet.
Vom 1. April 1981 bis zum 30. November 1994 war die Fernmeldedienstgruppe 421/14 am Standort stationiert und die Standortfernmeldeanlage 421/141 eingerichtet.
Die Infrastruktur- und Bauinstandsetzungsgruppe 7411 des Verteidigungskreiskommando 411 bestand als Geräteeinheit zwischen dem 1. Januar 1982 und dem 30. September 1994.
Die Fahrschulgruppe Mendig wurde am 1. Januar 1986 eingerichtet und bestand bis zum 31. März 1994.
Mit dem Ende des Kalten Krieges verlor der Heeresflugplatz zunehmend an Bedeutung. Die Heeresstrukturreformen nach 1990 führten dazu, dass die Verbände, zu deren Unterstützung die Heeresflieger dienten, wie etwa das III. Korps und die 5. Panzerdivision, aufgelöst wurden. Daher folgten auch die Heeresflieger in Mendig dieser Entwicklung. Dies leitete die letzte Phase der militärischen Nutzung des Fliegerhorstes ein. Die stationierten Kräfte wurden durch deutlich kleinere Einheiten ersetzt, bis im Jahr 2008 die Schließung des Standortes folgte.
Der Fernmeldesektor 405 bestand zwischen dem 1. Oktober 2000 und dem 30. Juni 2008 am Standort.
Zwischen 2002 und 2003 war die Heeresfliegerunterstützungsstaffel 7 am Standort stationiert, die der Heeresfliegerbrigade 3 unterstellt war. Ihre Bezeichnung nahm Bezug auf die 7. Panzerdivision.
2003 wurde in Mendig die Heeresfliegerversorgungs- und Aufklärungsstaffel 300 aufgestellt, die der Heeresfliegerbrigade 3 zugeordnet war. Diese Einheit wurde zum 30. Juni 2007 wieder aufgelöst.
Vom 1. Juli 2003 bis zum 30. Juni 2008 bestand auf dem Fliegerhorst Mendig noch die Heeresfliegerinstandsetzungsstaffel 300.
Am 15. März 2007 endete die Nutzung des Standortes als Heeresflugplatz. Am 3. Mai 2007 verabschiedeten sich die Soldaten auf dem Mendiger Marktplatz von der Bevölkerung. Schließlich wurde am 30. Juni 2008 die Bundesdienstflagge ein letztes Mal eingeholt.
Für die medizinische Versorgung war der Sanitätsbereich 41/19 vom 1. Juli 1972 bis zum 30. September 1997 eingerichtet und mit Material ausgestattet. Vom 1. April 1983 bis zum 30. September 1997 bestand zudem das Sanitätszentrum 414. Die Zahnstation (Terr) H 438 wurde am 1. April 1977 eingerichtet und zum 1. April 1981 in Zahnarztgruppe 414/1 umbenannt. Die Gruppe bestand bis zum 31. Dezember 1998.

Verwendete Luftfahrzeuge am Standort
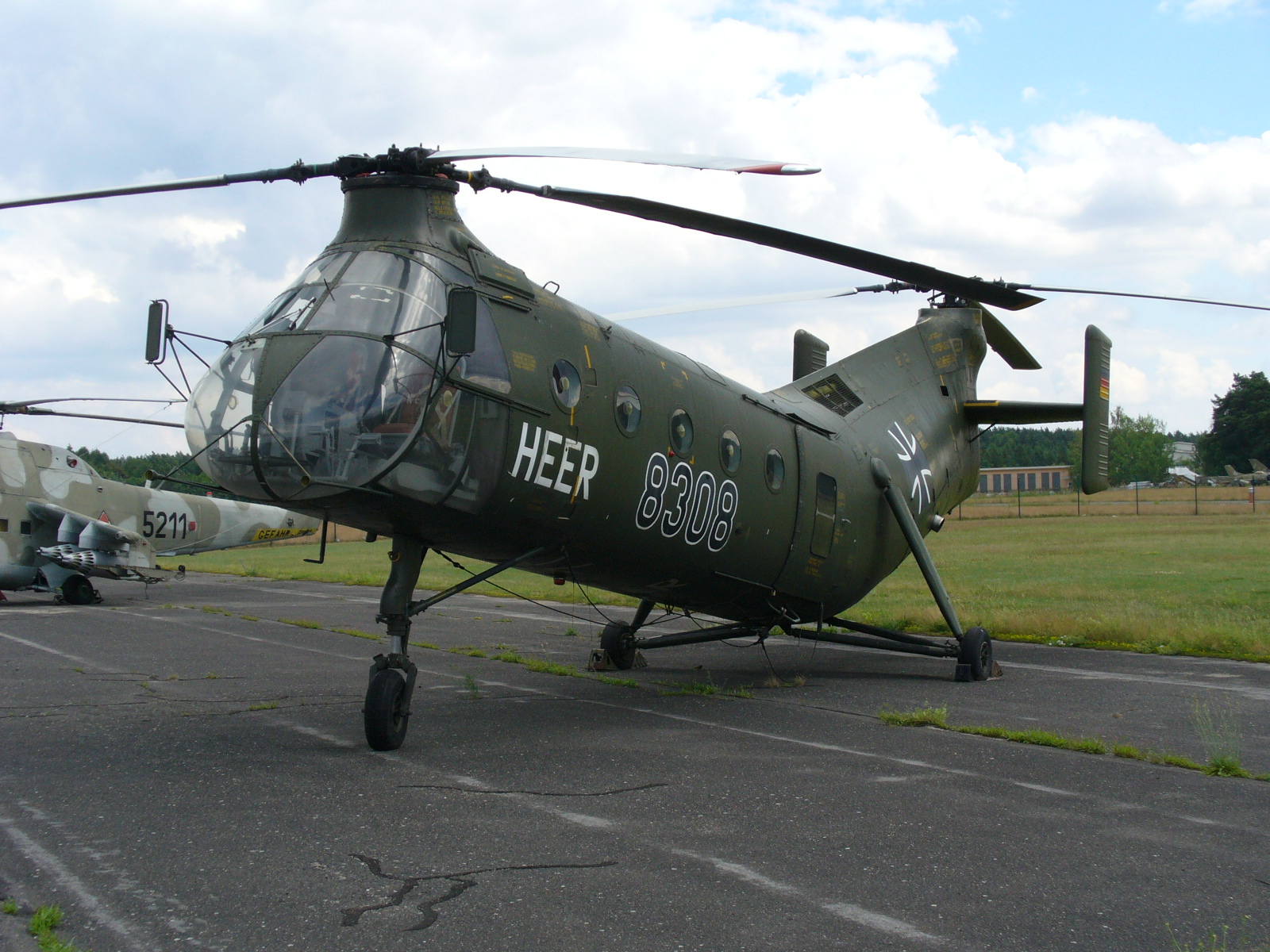
H-21C
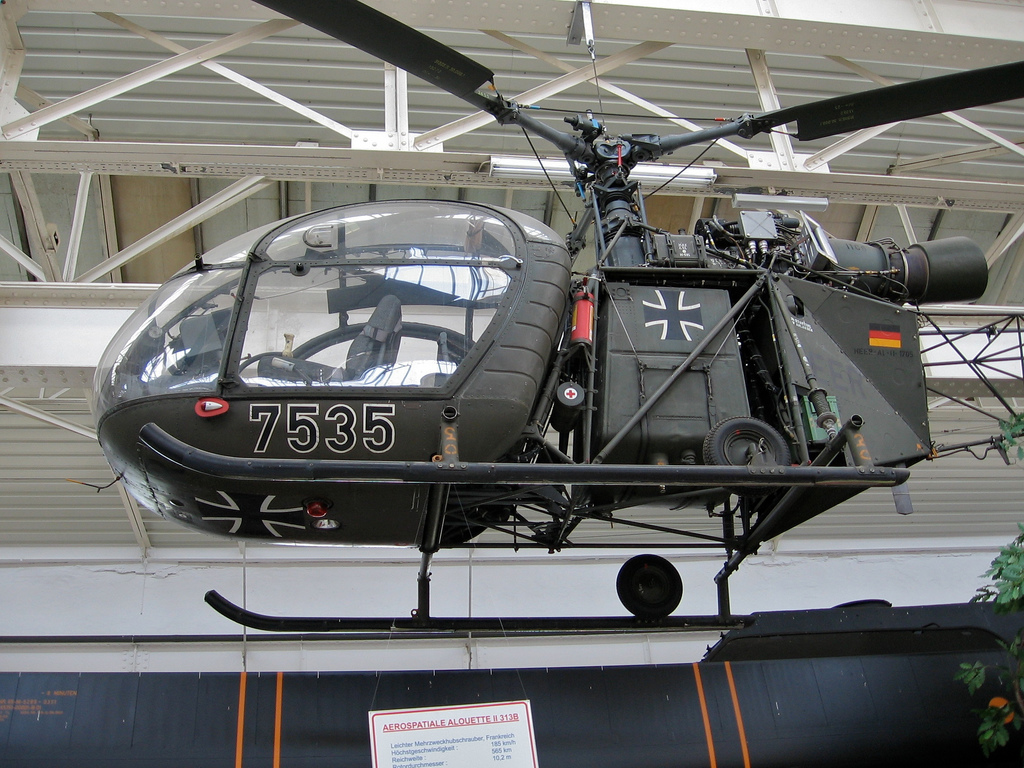
Alouette II
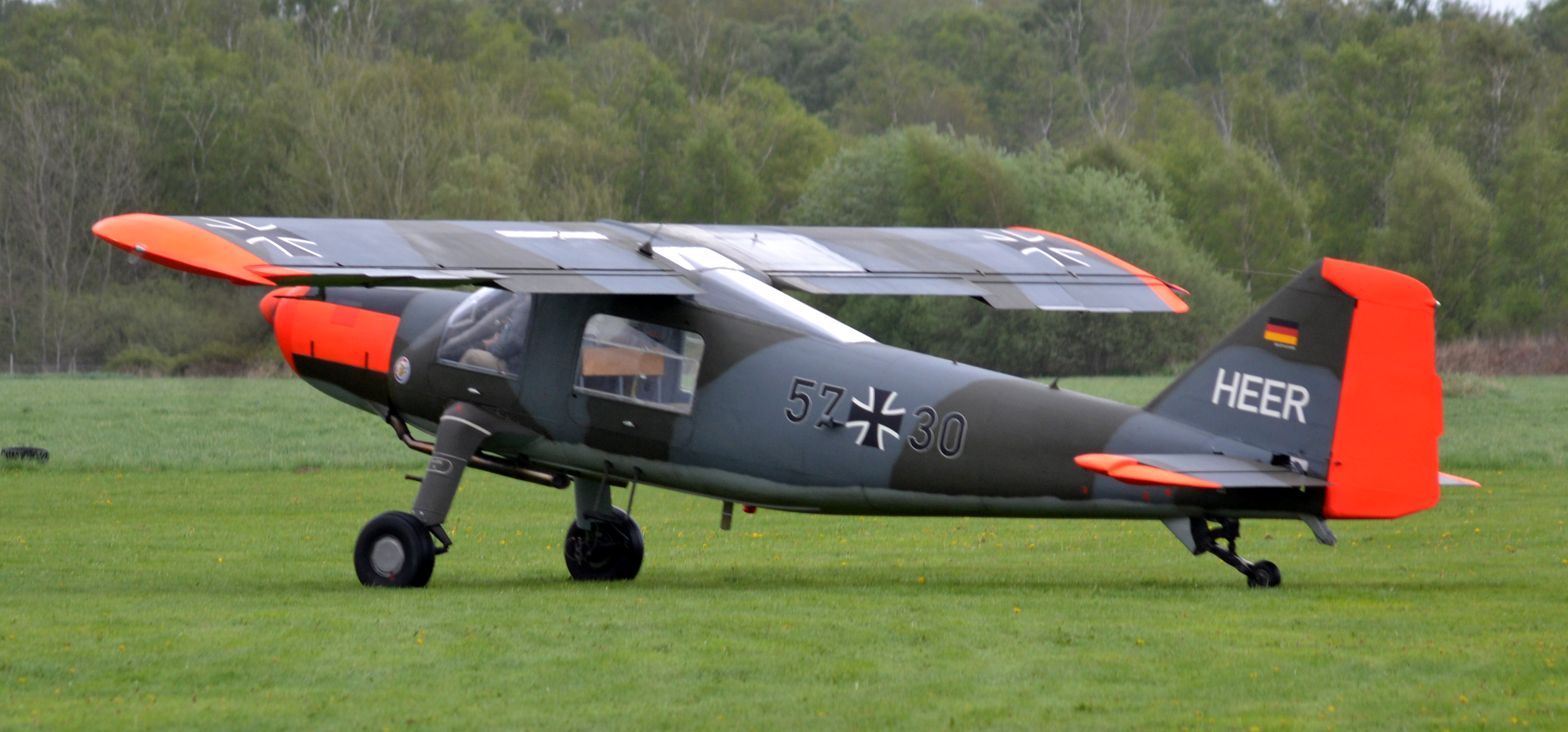
Do 27
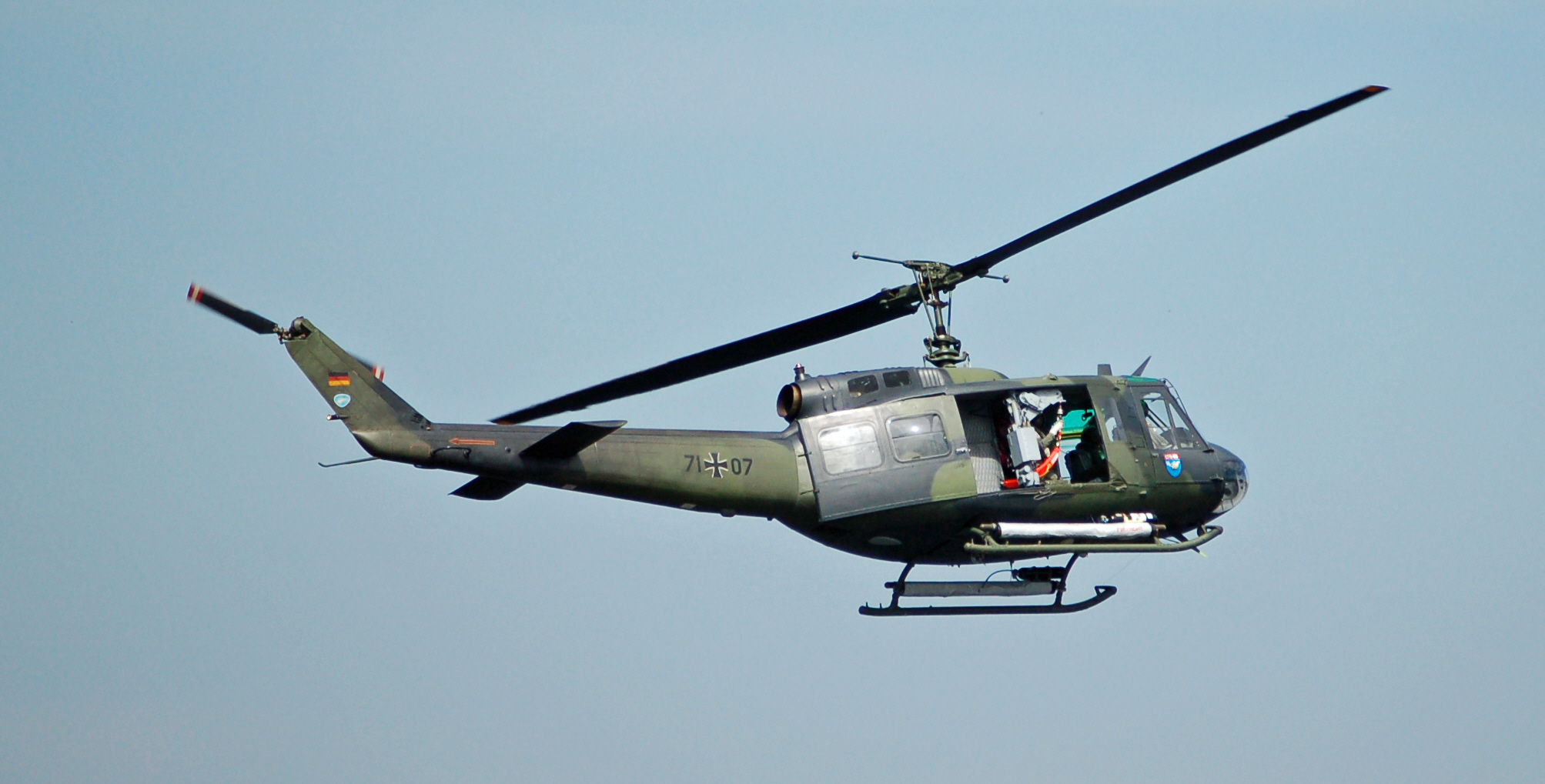
UH-1D
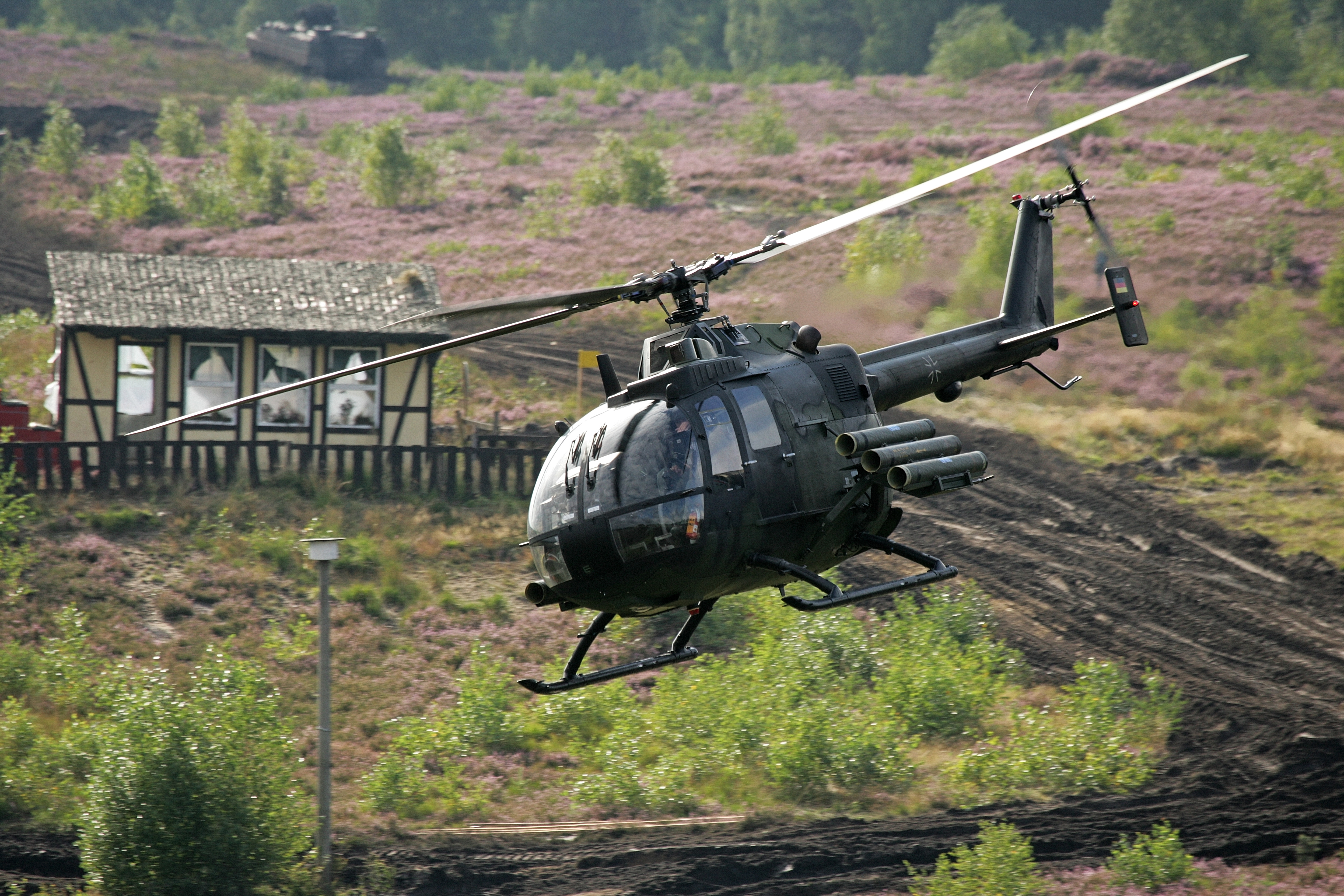
Bo 105
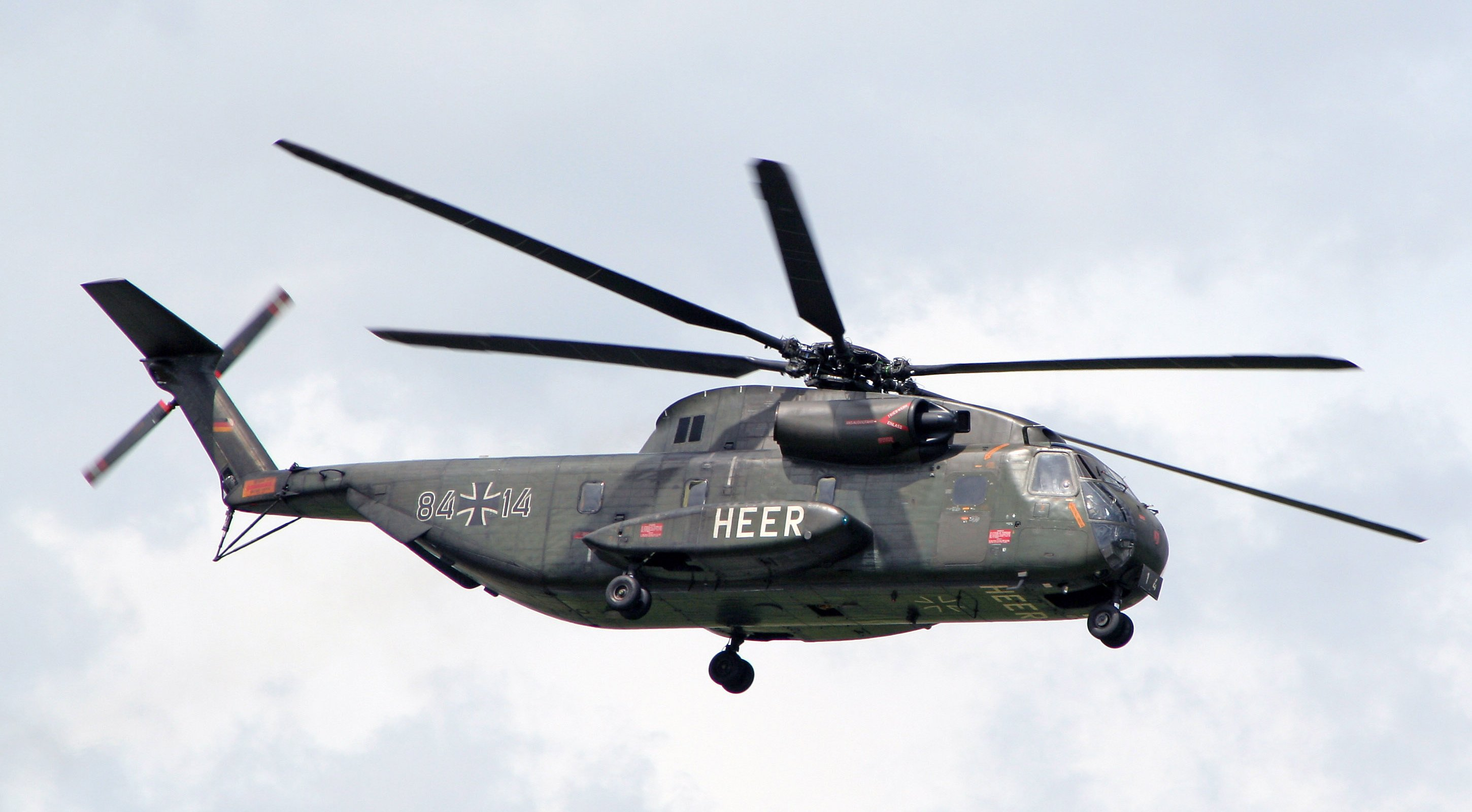
CH-53

### Konversion und zivile Nutzung
In den Jahren 1969 bis 1971 wurden auf einem 3,590 Kilometer langen Rundkurs auf den Start- und Landebahnen des damaligen Heeresflugplatzes die „Flugplatzrennen Mendig“ ausgetragen.
Nach der Aufgabe des Standortes durch die Bundeswehr erfolgte eine Konversion in zivile Flächen, die mit dem Verkauf an das Immobilienunternehmen Triwo abgeschlossen wurde. Ein neu gegründetes Tochterunternehmen der Triwo AG, die Flugplatz Mendig GmbH, tritt als Eigentümer auf und verpachtet die Flächen. Ein Verkauf einzelner Gebäude und Flächen ist nicht vorgesehen.
Der Sonderlandeplatz ist für Flugzeuge bis 5,7 to, Helikopter bis 5,0 to MTOW, selbststartende Motorsegler, Segelflugzeuge und nichtselbststartende Motorsegler mit Startart Flugzeugschlepp und Windenstart (Grasbahn), Luftsportgeräte, Freiballone und Sprungfallschirme zugelassen.

### Heutige Nutzung
Der Flugplatz wird durch die Sportfluggruppe Mendig e. V., genutzt. Des Weiteren haben sich verschiedene Gewerbebetriebe angesiedelt und der TÜV Rheinland betrieb seit Beginn 2008 das Testgelände „Vehicle Testing Mendig“ (VTM), das heute als „Test Event Area“ (TEA) zur Erprobung von Serienautos, Rennwagen und Reifen sowie für Fahrertrainings genutzt wird. 
Außerdem drehen verschiedene Fernsehanstalten und Produktionsfirmen TV-Beiträge zu verschiedenen Autosendungen. Neben der Challenge bei D-Motor werden auch Beiträge für die Sendungen Fast Lap auf dem auto motor und sport channel, Motor auf Sport1, Abenteuer Auto auf Kabel eins, Grip auf RTL II, VOX Automobil oder SWR Rasthaus gedreht. Bei verschiedenen Motorsportvereinen und Firmen können auch Fahrertrainings gebucht werden.
Als Luftfahrt-Standort ist Mendig Heimatstandort der Firma Roland Aircraft, die sich als Hersteller von Ultraleichtflugzeugen in den ehemaligen Hallen für die Verbindungshubschrauber (MBB BO105) an der Nordseite niedergelassen hat.
Nachdem der Betreiber des Nürburgrings den Vertrag nicht über das Jahr 2014 hinaus verlängert hatte, wurde das Festival Rock am Ring 2015 und 2016 auf dem Flugplatz ausgerichtet. Seit 2017 findet das Festival wieder auf dem Nürburgring statt.
Während der Flutkatastrophe im Ahrtal 2021 wurden die ehemaligen Unterkunftsgebäude der Kaserne nochmals genutzt. Das bayerische Feuerwehrhilfeleistungskontingent mit Einheiten aus Aschaffenburg, Miltenberg und Bayreuth bezog hier Quartier.
Im August 2024 veranstaltete die islamische Ahmadiyya-Gemeinde ihre Jahresversammlung Jalsa Salana mit 50000 Besuchern auf dem Flugplatzgelände.